# 검정고무신의 등장인물 목록
검정고무신의 등장인물 목록은 다음과 같다.

## 주연
- 이기영 (John)

최덕희(1기 ~ 2기), 김서영(3기), 박지윤(4기) 녹음
4남매 중 셋째로, 장난꾸러기에다 사고도 많이 치지만 생각이 깊다. 같은 반 여자 친구들인 경주와 다혜가 모두 기영이를 좋아해 남자 친구들에게 부러움의 대상이기도 반항 하다. 10세 남자 아이로 머리카락이 없는데, 이것은 작가가 실수로 머리카락을 칠하지 않았기 때문이라고 한다. 머리 모양이 바트 심슨과 산리오의 삐죽한 머리의 검은 펭귄 캐릭터인 배드 바츠마루를 닮았다.
- 이기철 (Justin)

안경진(1기 ~ 3기), 오인실(4기) 녹음
기영이의 형이자 중학생. 4남매 중 둘째이지만 믿음직하진 반항 않다. 3기 에피소드 중 '봄비'에서의 패드립으로 더 잘 알려져 있다. 다부지고 우직한데다가 쾌활하지만 시도 좋아하고 유행가를 즐겨 부르며 눈물로 흘릴 줄 아는 감성의 소유자이며, 15세이다. 어른이 된 이후 육군 대령이 된다.
기영이가  국민학교 들어가기전에 기철이는 벌써
학교에 입학했다 기영이는 늦게 학교 입학
- 이선달 (Paul)

故 오세홍(1기 ~ 3기), 박영재(4기) 녹음
부모에겐 효성을 다하고, 고생하는 부인에게는 항상 미안한 마음을 가진 집안의 모범적인 가장으로, 42세이다. 한국전쟁 당시 미처 피난을 못 가는 바람에 서울에 남게 되었는데 조선인민군의 징병을 피하려고 다리에 썩은 된장을 바르고 붕대로 감아서 장애인으로 위장했다.
- 춘심 (Mary)

유명숙(1기 ~ 3기), 오수경(4기) 녹음
두 아들 때문에 언제나 피해보지만 두 아들을 사랑하는 자상한 분이다. 큰 아들 기만이가 어렸을 때 행방불명 된 아픈 과거가 있다. 기영이나 기철이가 말썽을 피우면 간혹 엄격하게 혼을 내신다. 40세이다.
- 이두철 (Petey)

강구한(1기 ~ 3기), 유해무(4기) 녹음
집안의 최고 어른으로 평소에 감정을 잘 드러내지 않는 스타일이지만, 집안의 어른으로서 중요한 일은 반드시 나서서 해결한다. 76세이다.
- 정언년 (Luna)

이연희(1기 ~ 3기), 최문자(4기), 손정아(극장판) 녹음
아들과 손자들을 최고로 여기는 전형적인 할머니이다. 착하고 어질지만, 때로는 철없는 행동을 해서 할아버지의 구박을 받기도 한다. 74세이다.
- 이오덕 (Uniqua)

김정애(1기 ~ 3기), 서지연(4기) 녹음
4남매 중 넷째이자 막내로 고집이 세고, 옹알이를 자주 하는 기철이와 기영이의 반항 여동생으로, 2세이다.

## 조연
땡구 (Danny)
이종구(1기 ~ 3기), 최정호(4기)
기영이네 집에 사는 잡종 강아지이다. 강아지임에도 말도 하고 온갖 감정 표현과 인사도 한다. 예쁜 강아지와 사귀고 싶어하지만 번번이 차인다. 고양이랑 참새와 친구이다. 매우 똑똑하다.
박경주 (Julia)
홍영란(1기 ~ 3기), 오인실(4기) 녹음
같은 반인 기영이를 좋아하는 새침데기 아이이다.
한다혜 (Lucy)
김정애(1기 ~ 3기), 서지연(4기) 녹음
기영이가 좋아하는 착하고 얌전한 여자아이이다.
전성철 (David)
한인숙(1기 ~ 3기), 선은혜(4기) 녹음
기영이의 죽마고우로, 장난꾸러기이다. 개교기념일에 학교에 오질 않나, 밤에 타잔 놀이를 하는 등 사고뭉치이다. 꽤 순진하다.
공옥순 (Peter)
안경진(1기 ~ 4기) 녹음
기영을 괴롭히는 일진이다. 도라에몽의 고다 타케시와 같은 성향의 캐릭터이다. 초등학생 답지 않게 힘이 장사이며 당수까지 배웠다. 친구들을 공포의 쓴 맛이라면서 '오버헤드 찹'으로 때리는 못된 버릇이 있다.
김도승 (Kyle)
이정은(1기 ~ 3기), 배정미(4기) 녹음
기영이와 늘 함께 다니면서 놀기도 하고, 사고도 친다. 반 친구들 중에 유일하게 냉장고를 가지고 있다.
이영일 (Kevin)
이연희(1기~3기), 조진숙(4기) 녹음
기철이와 함께 사고뭉치인 친구로, 좀 둔하지만 마음만은 착하다.
기영이네 담임 선생님
홍영란(1기 ~ 3기), 배정미(4기) 녹음
기영이네 학교 담임선생님이다. 성격은 착하지만 기영이를 엄격하게 혼내신다.
기영이네 축구선생님
문관일(1기) 녹음
기영이네 학교 축구선생님이다.
기철이네 담임 선생님
문관일(1기 ~ 3기), 유해무(4기) 녹음
기철이네 학교 담임선생님이다. 꽤 엄격하다. 그래도 불쌍한 학생을 위로해주신다. 기철이를 엄격하게 벌주신다.
기영이네 임시 담임 선생님
최정호(4기) 녹음
기영이네 학교 임시 담임선생님이다. 기영이의 담임선생님이 못나올 때 임시로 담임을 맡는다. 숙제를 어마어마하게 내주시고 조금이라도 못하면 회초리로 종아리를 때리거나 꼬집고 악수하듯이 꽉 잡는다. 마지막에 석 달 후에 폐암선고를 받고 타계한다.
양희준 (Jaden)
이연희(1기 ~ 3기), 최문자(4기) 녹음
기영이의 라이벌로, 부자이다. '희준이 전학온날' 에피소드에서 기영이가 자신의 망원경을 깨자 약속을 하나 하는데 약속을 지키지 못한 기영이에게 무차별적으로 폭력을 가했고 노예처럼 부려먹듯 행동하자 많은 사람들에게 비판을 받았다.
고민호 (Arthur)
김정애(1기 ~ 3기), 오수경(4기) 녹음
기영이 라이벌로, 희준이의 친구이다. 원래 나쁘지 않은 편이었는데 4기에 기영이가 콜레라에 걸렸을 때 비웃어서 재평가를 받았다.
똥퍼 아저씨
문관일(1기 ~ 3기), 유해무(4기) 녹음
기영이네 집에 세 들어 사는 아저씨이다. 변소 치우는 일을 하면서 살아가지만 직업에 대한 자부심이 대단하다. 염치없고 뻔뻔스러워 주위 사람들을 황당하게 하지만 혼자 두 아이를 키우기 위해 최선을 다하는 억척스러운 면이 있다.
근석 (Travis)
김정애(1기 ~ 2기), 김서영(3기), 최정호(극장판) 녹음
똥퍼 아저씨의 철없는 아들이다. 기영이와 할머니가 신던 고무신을 엿으로 바꿔서 먹었다.
삼례 (Joanne)
똥퍼 아저씨의 철없는 딸이다. 기영이가 신던 고무신 한짝, 기철이가 신던 고무신 한짝을 엿으로 바꿔서 먹었다.

## 기타 등장인물
- 거지 형제

- 거지 형

김정애(1기 ~ 4기) 녹음
거지 형제 중 형으로, 라면에 매우 집착한다. 그래도 중학생이라고 낡았지만 교복을 입고 다닌다. 이기철의 라면을 훔쳐 먹었다.
- 거지 동생

거지 형제 중 동생으로, 형을 따라 다닌다. 미취학 아동인지 거적을 입고 다닌다. 형과 같이 이기철의 라면을 먹었다.
- 이기만

-
4남매 중 첫째로 이기철, 이기영 형제의 형이며 이오덕의 오빠이지만 이오덕과는 나이 차가 20살이나 난다(이기철보다 4살 연상, 이기영보다 10살 연상). 이기만이 어렸을 때 미군 차량을 쫓아다니다가 실종되었다.
- 박영규

-
이기영의 친구로, 이기영에게 좋은 게 있다며 꼬셔서 한밤중에 만화방에 몰래 들어가서 같이 공짜 만화를 봤다. 어느 날 만화방에서 정체 불명의 종이 상자를 발견했는데 그 상자에는 현금으로 가득 차 있었다. 박영규는 이 돈을 훔쳐다 짜장면을 사 먹는 등 그 돈을 조금씩 탕진하고 있었다. 하지만 만화방 주인에게 적발되고 만화방 주인이 쏜 독침에 맞아 살해당했다. 검정 고무신 등장인물 중 최초의 사망자이다.
- 만화방 주인

-
만화방을 운영하지만 그것은 위장 직업이며 사실 남파공작원이었다. 박영규가 계속 들어와서 돈을 훔쳐가자 독침으로 살해했다. 하지만 이로 인해 형사들이 이 사건을 수사하게 되었으며 결국 1년 만에 고물 장수와 같이 체포당했다. 박스에 가득찬 돈의 정체는 북한에서 지원한 공작금이었다.
- 고물 장수

-
고물 장수는 위장 직업이며 사실은 남파공작원으로 만화방 주인과 한 패이다. 만화방 주인이 박영규를 살해한 일로 인해 경찰에게 추격당하고 결국 1년 만에 만화방 주인과 함께 체포당했다.

## 기타 등장소품 (시즌4)
기아자동차 K-360
'숨바꼭질' 편에서 주인공 기영이가 숨어들어간 드럼통을 싣고 수원까지 이동했던 당시 시판된 삼륜트럭이다
삼천리자전거
'아버지의 자전거' 편에서 등장한 최초의 국산 자전거으로, 땡구의 견변을 밟고 할아버지가 넘어지는 장면에서도 기영이 아버지가 자전거를 먼저 챙길 정도로 당시 귀한 재산목록이다. 참고로 당시의 삼천리자전거는 현재 기아자동차의 전신으로, 현재 삼천리자전거 회장은 기아자동차 창업주 김철호씨의 손자이다.